# Centro de Proteção de Menores
O Centro de Proteção de Menores (CCP) é um centro académico da Pontifícia Universidade Gregoriana em Roma, Itália, que oferece cursos superiores de educação em promoção e proteção de crianças e jovens em perigo. O CCP foi criado, em Munique, em janeiro de 2012, pelo Instituto de Psicologia da Pontifícia Universidade Gregoriana em cooperação com a Arquidiocese de Munique e Freising e o Departamento de Psiquiatria e Psicoterapia da Criança e do Adolescente, da Clínica da Universidade de Ulm.

## História
A ideia da fundação do CCP surgiu em 2011, quando o  P. Hans Zollner, SJ (Presidente do CCP na Pontifícia Universidade Gregoriana) e o Prof. Jörg M. Fegert (Diretor do Departamento de Psiquiatria e Psicoterapia da Criança e do Adolescente da Clínica da Universidade Estatal de Ulm)  se encontraram durante uma reunião do grupo de trabalho no âmbito duma Mesa Redonda sobre o Abuso Sexual de Menores promovida pelo Governo Federal Alemão (iniciada em resposta à tempestade dos media que em 2010 ressaltaram o abuso sexual por parte do clero na Alemanha). Ao mesmo tempo, a Arquidiocese de Munique e Freising tomou conhecimento da ideia e comprometeu-se a apoiá-la. Desde o início, o projeto foi entendido como uma resposta de longo prazo na educação contínua para a promoção e proteção de menores. Foi decidido ter uma fase piloto de três anos (janeiro de 2012 - dezembro de 2014) com sede em Munique e com um comité de direção composto pelo P. Hans Zollner, SJ, Prof. Jörg M. Fegert e Mons. Klaus Peter Franzl para a Arquidiocese de Munique e Freising. O Centro deu início ao seu trabalho com um Simpósio "Rumo à Cura e Renovação" em 2012. Durante a fase piloto, foram organizadas duas grandes conferências para ampliar a tomada de consciência sobre o trabalho do CCP no âmbito da promoção e proteção de menores, estudar essa situação e apresentar o estado desta questão na Igreja Católica. A primeira conferência teve lugar em Freising, de 30 de outubro a 1 de novembro de 2012, intitulada “Comunicação e Empoderamento: Vítimas de Abuso Sexual na Infância”. A segunda conferência (7 a 8 de novembro de 2013) foi realizada em Munique com o tema "Aprendendo com o passado: implicações para o futuro".
O principal projeto do CCP durante esta fase foi o desenvolvimento de um programa de educação online multilíngue sobre a prevenção do abuso sexual infantil para agentes pastorais trabalhando com parceiros em todo o mundo. Em 2014 foi decidido mudar a sede do Centro para Roma. Desde a sua fundação, funciona dentro da Pontifícia Universidade Gregoriana.

## Estrutura e organização
O CCP faz parte da Universidade Pontifícia Gregoriana de Roma. O P. Hans Zollner, SJ é o presidente, e o Mons. Peter Beer é o Chefe de Pesquisa e Desenvolvimento dos programas educacionais do Centro, coadjuvado por uma equipa internacional e interdisciplinar. O desenvolvimento e as atividades do Centro têm o acompanhamento de um Conselho Consultivo Científico, composto por especialistas internacionais, eclesiásticos e não eclesiásticos, peritos na investigação e na prática.  Os membros atuais são a Prof. Sheila Hollins, Baronesa Hollins, (Presidente), a Dra. Delphine Collin-Vezina, o Dr. Gabriel Dy-Liacco e o Mons. Stephen Rossetti.

## Atividades
A primeira missão do CCP é proteger os mais vulneráveis, educando para protegê-los de todos os tipos de abusos e de qualquer tentativa de violar a sua integridade, tanto dentro da Igreja Católica como na sociedade. Para isso, o Centro desenvolve inúmeras atividades, dando destaque à investigação, formação e capacitação académica. Além de oferecer programas educacionais, colabora com uma rede académica internacional e com alunos de doutoramento em diversas áreas (psicologia, teologia, espiritualidade, direito canónico, ciências sociais, etc.).

### Programas educacionais

#### B-Learning: "Proteção: O Nosso Compromisso, um Programa para a Prevenção do Abuso Sexual de Menores”
O CCP oferece, na modalidade B-learning, preparação e qualificação multilíngue e multicultural em diferentes níveis de especialização (académico e não académico) para agentes pastorais, líderes religiosos, assistentes sociais, professores e estudantes universitários. Estes programas educativos foram desenvolvidos com a perspetiva de serem utilizados por pessoas de qualquer parte do mundo, daí que estejam certificados em cinco idiomas (inglês, italiano, alemão, francês e espanhol). O Centro tem parcerias na Alemanha, Argentina, Brasil, Canadá, Chile, Colômbia, Congo, Costa Rica, Equador, Escócia, Eslováquia, Espanha, Filipinas, França, Gana, Guatemala, Índia, Itália, México, Peru, Quénia, Santo Domingo, Togo, Uruguai e Zâmbia.

#### Diploma em Proteção
O Diploma, oferecido em espanhol e inglês, visa formar pessoas envolvidas na área de promoção e proteção, como funcionários, assessores e colaboradores em diferentes ambientes profissionais tais como como Dioceses, Congregações religiosas e Instituições Educativas. Também oferece preparação nesta área de promoção e proteção para aqueles que serão futuros formadores em seminários, casas de formação, escolas, etc.

#### Mestrado em Promoção e Proteção
O CCP oferece um mestrado (“Licentiate”) interdisciplinar em promoção e proteção, num programa de dois anos com duas áreas de especialização: intervenção e prevenção. Este curso prepara os estudantes para lidar com situações de proteção utilizando competências práticas e teóricas, permitindo a formação em medidas de promoção e proteção, que podem ser implementadas e avaliadas. Neste nível de estudos criam-se equipas que redigam medidas de promoção e proteção culturalmente adaptadas aos seus ambientes profissionais específicos.

### Publicações científicas
Publicações por ou associadas ao Centro incluem:
- Toward Healing and Renewal: The 2012 Symposium on Sexual Abuse of Minors Held at the Pontifical Gregorian University. Available in 12 languages
- Child Sexual Abuse in the Context of the Roman Catholic Church: A Review of Literature from 1981–2013
- The “Centre for Child Protection” of the Gregorian University/Rome. First experiences, results and reflections in setting up a global e-learning program for the prevention of sexual abuse of minors
- Church and the abuse of minors. Available in 9 languages
- Articles and books by Fr. Hans Zollner, SJ

### Conferências
O Centro organiza e participa em conferências internacionais, congressos, simpósios, etc. O Simpósio "Rumo à Cura e Renovação" foi organizado de 6 a 9 de fevereiro de 2012 na Universidade Gregoriana de Roma, com a participação de aproximadamente 220 pessoas: bispos, sacerdotes, religiosos e leigos (homens e mulheres) com experiências relacionadas com este tema (vítimas, psicoterapeutas, advogados, etc.). Em 2017, o Centro organizou um congresso sobre "Dignidade Infantil no Mundo Digital", em que o Papa Francisco discursou , e durante o qual foi escrita uma declaração  solicitando aos líderes mundiais para fazerem mais para proteger a privacidade, dignidade e direitos dos menores no mundo digital. De 2015-2018, o Centro de Proteção de Menores promoveu e coorganizou anualmente as Conferências Anglófonas de Proteção.